# パネルディスカッション
パネルディスカッション（英: panel discussion）とは、討論形式の一つ。掲げられた議題について、精選された有識者たちが異なる意見を表明しながら討論を進める催し物である。1990年代頃から盛んに行われるようになった。口語ではパネディスと略されることもある。パネル討論ともいう。

## 形式
それぞれの討論者が順番に意見を述べ、その後にお互いに議論を行い、会場の観覧者たちからの質問にも応じるといった形式が一般的である。
パネルディスカッションの討論に加わる者をパネリスト（またはパネラー）という（英: panel は「識者」の意）。分野によっては、指定討論者とも呼ばれる。
そして討論をまとめる司会役（まとめ役）をコーディネーターやファシリテーター、あるいはモデレーターとも呼ぶ。
時間配分や話をまとめる都合上、パネリストは5人前後が適切と考えられている。パネリストの人選も重要であり、同じ意見の人物を集めてもあまり意味がなく、互いに別の観点から考察できる人物を選ぶ必要がある。コーディネーター（ファシリテーター）はパネリストたちの意見の共通点を探ったり、彼らから出された問題点や打開策に注目しながら議論を進行する。
日本では、新聞社や政府・自治体、学術団体主催のものなどが多く開催されている。近年では学校の授業として行われることもある。
なお、英語でもこれら討論を行う有識者を panel または panelist と表現するが、「パネラー」は和製英語のため日本以外では使われない。